# چادتسا
چادتسا (به لاتین: Čadca) یک شهرک با جمعیت ۲۴٬۹۵۹ نفر که در Čadca District، اسلواکی واقع شده‌است.